# Master’s Hammer
A Master's Hammer cseh black/experimental metal együttes. A zenekar 1987-ben alakult Prágában. 1995-ben feloszlottak, de 2009-ben újraalakultak, majd 2020-ban feloszlottak. Csak cseh nyelven énekelnek. Első nagylemezüket 1991-ben adták ki. Annak ellenére, hogy cseh nyelven énekelnek, dalaik és albumaik címei között akadnak angol vagy egyéb nyelvű címek is. Korábban "színtiszta" black metal együttes voltak, de később több zenei elemet is vittek dalaikba. Szövegeik témái az okkultizmus, spiritizmus és a cseh hagyományok.

## Története
Első nagylemezük, a Ritual megjelentetése előtt több demót is kiadtak. Első nagylemezük több, mint 25.000 példányban kelt el Csehországban. Két évvel később elkészült a második nagylemezük. 
Harmadik nagylemezükkel kezdve zenéjükbe egyre több stílus elemei vegyültek. A zenekar bejelentette, hogy a "Šlágry II"-n és egy érkező nagylemezen sokkal nagyobb szerepet kapnak a professziális operaénekesek és a nagyzenekar, viszont ezek az albumok nem jelentek meg.
2009-ben újra összeálltak és kiadták negyedik albumukat.
Ötödik lemezük 2012-ben jelent meg. 2013 júliusában megalapították saját lemezkiadójukat Jihosound Records néven, következő albumuk pedig 2014-ben került piacra. 2016-ban és 2018-ban is adtak ki lemezeket.

## Tagjai
- Frantisek Štorm – ének, elektromos gitár, basszusgitár, billentyűk, dob (1987-1995, 2009-)
- Necrocock – elektromos gitár (1989-1992, 2009-)
- Silenthell – timpani (1989-1992, 2009-2015, 2017-)
- Jan Kapák – dob (2011-2012, 2016-)
- Petr Mecák – basszusgitár (2017-)
- Blackie – elektromos gitár (2017-)

## Korábbi tagok
- Bathory – basszusgitár (1987-1989)
- Frantisek Feco – dob (1987-1989)
- Milo Krovina – elektromos gitár (1988-1989)
- Ulric For – timpani (1988)
- Carles R. Apron – timpani (1989), dob (1989-1990)
- Tomáš Vendl, Monster – basszusgitár (1990-1992, 2009, meghalt 2024-ben)
- Miroslav Valenta – dob (1990-1992)
- Vlastimil Voral – billentyűk (1990-1995, 2009)

## Diszkográfia
- Ritual. – album, 1991
- Jilemnicky okultista – album, 1992
- Šlágry – album, 1995
- Mantras – album, 2009
- Vracejte konve na místo. – album, 2012
- Vagus Vetus – album, 2014
- Formulæ – album, 2016
- Fascinator – album, 2018

## Egyéb kiadványok
Demók
- The Ritual Murder (1987)
- Finished (1988)
- The Mass (1989)
- The Fall of Idol (1990)
- Jilemnicky okultista (1992)

EP-k
- Klavierstück (1991)

Válogatáslemezek
- Ritual / The Jilemnice Occultist (2001, duplalemezes kiadás)
- Ritual / The Jilemnice Occultist (2009, négylemezes kiadás)

Koncertalbumok
- Live in Zbraslav 18.5.1989 (1989)